# بيزو تشينترالي
بيزو تشينترالي (بالإنجليزية: Pizzo Centrale)‏ هو أحد جبال سلسلة جبال الألب ليبونتيني ويقع في كانتون تيسينو/كانتون أوري في سويسرا. يحتل المرتبة رقم 209 في قائمة جبال سويسرا من حيث الارتفاع، إذ يبلغ ارتفاعه حوالي 2999 متر، بينما يبلغ ارتفاع نتوء الجبل 451 متر.